# 张大仙
张大仙（1991年12月2日—），本名张宏发，中国抖音《王者荣耀》主播。

## 简介
张大仙是《王者荣耀》早期便开始进行直播的主播之一，2016年加入企鹅电竞，凭借着其幽默风趣的解说风格和细腻的操作，迅速在网络上获得大批的粉丝。
2017年3月16日，张大仙在上海市杨浦区成立上海布鸽文化传播有限公司，公司的主要业务包括影视后期制作、游戏解说经纪、软件开发、网络直播平台、电商网站。张大仙担任该公司的法人代表。
2017年8月3日，张大仙从企鹅电竞转到斗鱼tv。
2019年6月6日，因与斗鱼发生利益冲突事件，被斗鱼封杀。
2019年8月1日，张大仙宣布将于8月3日在虎牙直播进行直播。

## 视频作品
| 上线时间       | 系列名称     | 制作者              | 播出平台           | 更新时间                       |
| -------------- | ------------ | ------------------- | ------------------ | ------------------------------ |
| 2016年7月5日   | FA王者必修课 | FallenAngel，张大仙 | 腾讯视频           | 已于2017年11月8日停更（63期）  |
| 2017年1月11日  | 王者气不气   | 企鹅电竞            | 腾讯视频           | 已于2017年6月16日停更（3期）   |
| 2017年4月28日  | 大仙指法秀   | 布鸽tv              | 腾讯视频           | 已于2017年6月23日停更（7期）   |
| 2017年6月14日  | 大仙又来了   | 布鸽tv              | 腾讯视频、斗鱼视频 | 已停更（并改为大仙不闹）       |
| 2017年7月3日   | 天外灰仙     | 布鸽tv              | 腾讯视频           | 已于2017年7月31日停更（3期）   |
| 2017年10月28日 | 仙看版本     | 布鸽tv              | 斗鱼视频           | 已于2017年11月12日停更（16期） |
| 2017年11月13日 | 版本抢仙看   | 布鸽tv              | 斗鱼视频           | 已于2017年12月20日停更（35期） |
| 2018年4月1日   | 大仙不闹     | 张大仙              | 斗鱼视频           | 每日更新                       |

## 相关音乐作品
| 时间           | 歌名             | 作词                         | 作曲                        | 编曲   | 演唱者         |
| -------------- | ---------------- | ---------------------------- | --------------------------- | ------ | -------------- |
| 2017年8月11日  | 张大仙你是妖怪吧 | -                            | 徐梦圆                      | 徐梦圆 | -              |
| 2017年11月17日 | 张大仙你是妖怪吧 | 徐梦圆、李昂星               | 徐梦圆、李昂星              | 李昂星 | 李昂星、张大仙 |
| 2017年12月16日 | 最强王者参见     | 阿打/Boiii P/杨启斯          | 阿打/Boiii P/ozneinmi郑铭宗 | 陈柏伸 | 张大仙         |
| 2019年12月2日  | 复杂             | 邓舒月、周富坚、魏楠、张大仙 | 周富坚                      | Oliver | 张大仙         |

## 获得奖项
| 时间          | 奖项                               |
| ------------- | ---------------------------------- |
| 2017年1月17日 | 2016中国游戏风云榜年度新锐电竞主播 |
| 2018年1月13日 | 2017鱼乐盛典年度全能主播           |
| 2018年1月25日 | 2017中国直播榜年度最强王者主播     |
| 2020年        | 2020年度王者榮耀年度最受歡迎主播   |
| 2021年        | 2021年度王者榮耀最具影響力主播     |

## 争议事件

### 虎牙直播 斗鱼封杀[2]
大仙凭借幽默的直播风格和出色的游戏技术，吸引了大量粉丝，也给大家带来了无数欢乐。虽然大仙的主要职业是主播，但他却在直播中劝学生粉丝们不要刷礼物，无异于是主播界的一股清流。然而大仙这么做，对于平台来说却会造成一定损失，毕竟礼物抽成是平台收入的重要组成部分，大仙三番五次的奉劝学生粉丝不要刷礼物，肯定会触动部分人的利益。张大仙被斗鱼封杀是在2019年4月28日当天突然张大仙的直播间无法进入并显示“房间已被关闭”。对于这件事张大仙并没有给予正面的回应只是在微博及斗鱼网吧上贴文祝考生高考加油。其实在被封杀事件之前也有出现了斗鱼压低大仙流量的做法，数据显示在2019年4月20日当天关注量是1780万左右，但是短短一夜内在4月21日竟跌剩1660万左右，而24日下午16点整，关注人数由1660万直接跳水了近100万，只剩下1580万关注了.
这次是张大仙跳槽虎牙？答案很清楚，张大仙已经在和斗鱼的直播合约到期后，才选择来到虎牙，所以算不上跳槽。马云说过员工离职的原因，要么钱给少了，要么受委屈了。大家应该猜到张大仙为何离开斗鱼，而选择去虎牙的原因了吧！张大仙在公布完虎牙开播消息之后，虎牙平台第一时间回复并欢迎张大仙，号召仙友一起回家。可以看出虎牙对于张大仙的到来，给予了很高的待遇，就连房间号都一模一样（688）。就在2019年8月3日大仙正式在虎牙平台开始直播。

### 跳槽斗鱼与封杀
张大仙最初从事电竞栏目的幕后工作，从2016开始在企鹅电竞进行直播，并于2017年2月与企鹅电竞签订独家直播协议，但在2017年8月3日，张大仙宣布将在斗鱼TV进行直播。企鹅电竞称张大仙违约，并对其采取封禁直播间、电竞圈权限、中止相关推广等措施。8月6日，张大仙称是因为父母生意亏损和为在上海购买房产而进行违约。2017年9月，张大仙称自己已把转换直播平台的事情妥善解决，并全额还清200万元人民币的违约金。
在张大仙离开后企鹅电竞后，腾讯公司对张大仙发起诉讼，2018年1月，一审法院判决张大仙须在判决生效之日起十日内，向腾讯支付违约金419973.26元人民币，并赔偿腾讯损失300万元人民币，且在张大仙和企鹅电竞合同有效期结束前（2019年2月1日）停止在其他平台进行直播。

### 女友分手事件
2017年11月10日下午4时许，张大仙的女朋友灰灰（新浪微博id：灰灰不鸽）在微博上指责张大仙未回应感情问题，随后灰灰连发十几条微博曝光所谓“内情”，指责张大仙为了赚取人气才来追求自己、时刻想着要做第一主播，并表示其在跳槽至斗鱼tv时应对负面传闻的公关行为均为她为其策划。11月16日，张大仙称灰灰非法侵占其财产并且致使其名誉受损，会通过法律途径解决纠纷。

## 註解
1. ↑  企鹅电竞的母公司